# Traummusik
Traummusik è un film del 1940 diretto da Géza von Bolváry. È la versione tedesca del film italiano Ritorno, girato dallo stesso von Bolváry con un cast diverso.

## Trama
Carla è una giovane cantante lirica innamorata di Michele, un compositore di talento ma giovane e sconosciuto come lei. Per Carla, Michele, ha composto la sua prima opera, Il ritorno di Ulisse ma senza grandi consensi. Carla, invece, comincia a mietere i suoi primi successi e debutta alla Scala. Usa le sue relazioni per aiutare il fidanzato e convince un editore a pubblicare l'opera. Ma, quando Michele scopre quello che l'editore pensa effettivamente del suo lavoro, se ne va, lasciando anche Carla.
Passa un anno. Michele è diventato un compositore conosciuto e ricercato, ma è amareggiato perché il suo successo è dovuto alla musica commerciale. Il suo nuovo spettacolo, Traummusik, che sta per andare in scena, è una revisione della sua opera originale. Sarà Carla ad aiutarlo a trovare successo anche nel teatro lirico: l'opera che dovrà debuttare a Budapest, avrà lei come protagonista e lui sul podio. Nel corso dello spettacolo musicale, Mafalda Favero, biondissima, effonde,dal palco, accanto all'attrice protagonista, le proprie doti sublimi di canto.

## Produzione
Il film fu prodotto dall'Itala Film.

### Colonna sonora
- Ein Senor und eine Senorita
- Du gehst durch all meine Träume
- Schön wie nich nie
- Liebling mach Musik

## Distribuzione
Distribuito dalla Tobis-Filmverleih, venne presentato in prima il 25 ottobre 1940 e uscì nelle sale cinematografiche tedesche con il visto di censura del 17 ottobre 1940.